# Новые сельские стандарты
Новые сельские стандарты (вьет. nông thôn mới, NTM) — набор стандартов Министерства сельского хозяйства Вьетнама и программа по их внедрению, направленная на развитие сельских общин страны.

## Критерии
Критерии на 2021—2025 год определены постановлением правительства 318/QĐ-TTg. Количественные критерии различаются для разных регионов Вьетнама. 19 критериев объединены в 4 группы:
- Планирование: 1) планирование;
- Социальная инфраструктура: 2) транспорт; 3) мелиорация и противодействие чрезвычайным ситуациям; 4) электричество; 5) школы; 6) объекты культуры; 7) сельская коммерческая инфраструктура; 8) информация и связь; 9) жильё;
- Экономика и производство: 10) доход; 11) борьба с бедностью; 12) труд; 13) организация производства и развитие сельского хозяйства;
- Культура — Общество — Окружающая среда: 14) образование и обучение; 15) здравоохранение; 16) культура; 17) окружающая среда и безопасность пищевых продуктов; 18) политическая система и доступ к закону; 19) национальная оборона и безопасность.

Наряду с базовыми существуют «Передовые новые сельские стандарты» (вьет. NTM nâng cao).

## Реализация и планы
После более чем 10 лет реализации программы руководство страны оценило её как «масштабную и историческую».
Министерство сельского хозяйства планирует, что к 2025 году не менее 80 % общин будут соответствовать стандарту NTM, в том числе 40 % — передовому NTM.